# Wilhelm Harbeck
Wilhelm Harbeck (* 21. März 1862 in Neumünster; † 9. Mai 1945 in Lübeck) war ein deutscher Kommunalbeamter in Altona.

## Leben
Als Sohn eines Getreidehändlers besuchte Harbeck die Realschule Neumünster und das Christianeum in Altona. Nach dem Abitur immatrikulierte er sich zunächst an der Ruprecht-Karls-Universität Heidelberg für Rechtswissenschaft. Vom Wintersemester 1882/83 bis zum Wintersemester 1883/84 studierte er an der Universität Leipzig. Am 11. Dezember 1882 renoncierte er beim Corps Lusatia Leipzig. Er wurde am 25. Mai 1883 recipiert und nach sechs Partien und zwei PP-Suiten am 29. April 1884 inaktiviert. Zum Sommersemester 1884 wechselte er an die Ludwig-Maximilians-Universität München. Ab dem Wintersemester 1884/85 studierte er an der Friedrich-Wilhelms-Universität zu Berlin. Nach dem Ersten Staatsexamen wurde er 1886 in Leipzig zum Dr. iur. promoviert. Er diente als Einjährig-Freiwilliger beim Infanterie-Regiment „Herzog von Holstein“ (Holsteinisches) Nr. 85. Im Dreikaiserjahr wurde er Reserveoffizier. Das Referendariat durchlief er in Neumünster, Altona und Kiel. Nachdem er 1891 die Assessorprüfung bestanden hatte, wurde er Magistratsassessor bei der Stadt Altona. Dort wurde er 1898 Syndikus und erster Stadtsekretär. Von 1903 bis 1909 war er Hauptmann in seinem Regiment. 1906 zum besoldeten Senator gewählt. Von 1913 bis 1918 saß er im Provinziallandtag Schleswig-Holstein. Im Februar 1918 wurde er als Senator zurückberufen. 1919 führte er während der kommunistischen Unruhen vertretungsweise die Geschäfte des Oberbürgermeisters. Seit 1920 führend in der Heimatbewegung engagiert, leitete er die Ortsgruppe Altona des Schleswig-Holsteiner-Bundes. Für die deutsche Volksgruppe Tondern im abgetrennten Nordschleswig übernahm er eine Patenschaft. Er begründete das Deutsche Haus in Tondern. Im Senator-Harbeck-Zimmer wurde ein Ölgemälde von ihm aufgehängt.
Als bedeutender Verwaltungsfachmann erwarb er sich in allen Dezernaten große Verdienste um die Entwicklung von Altona, das bis 1937 als selbständige Großstadt zur Provinz Schleswig-Holstein gehörte. Er war Vorsitzender mehrerer Stiftungen, von Schiedsgerichten für die Arbeiterversicherung und der Schiedsstellen für die schleswig-holsteinischen Landgemeinden. Er saß im Verwaltungsrat der Landeslotterie und des Altonaischen Unterstützungsfonds. Unter Beibehaltung zahlreicher Ehrenämter trat er 1929 als Senator in den Ruhestand. Verheiratet war er seit 1919 mit Frida geb. Zentsch. Eine Tochter starb als Kind.

## Ehrenämter
- Vorsitzender der Städtevereins-Prüfungskommission für Sekretäre und Assistenten
- Vorsitzender des Vorstandes der Eisenbahngesellschaft Altona-Kaltenkirchen-Neumünster
- Vorsitzender des Vorstandes der Stadttheater-AG vom Altonaer Theater[4]
- Zweiter Vorsitzender des Bezirks-Arbeitgeberverbandes niederelbischer Gemeinden und Kommunalverbände
- Vorstandsmitglied der Schopenhauer-Gesellschaft
- Vorstandsmitglied der Schleswig-Holsteinischen Universitäts-Gesellschaft
- Vorstandsmitglied des Altonaer Geschichts- und Heimatvereins
- Vorstandsmitglied der Deutschen Gesellschaft zur Rettung Schiffbrüchiger
- Ehrenvorsitzender des Vereins ehemaliger 85er

## Ehrungen
- Roter Adlerorden III. Klasse (1912)
- Eisernes Kreuz am weißen Bande
- Hanseatenkreuz (Hamburg)
- Verdienstkreuz für Kriegshilfe
- Rote Kreuz-Medaille (Preußen)